# Sandöträsket
Sandöträsket är en sjö i Hangö stad i Finland.  Den ligger på Hangö udd, nära Lappvik, 100 km väster om huvudstaden Helsingfors. Sandöträsket ligger 12 meter över havet. I omgivningarna runt Sandöträsket växer i huvudsak barrskog. Arean är 92,1 hektar och strandlinjen är 5,49 kilometer lång. Sjön  ingår i Skärgårdshavets kustområde, Åland. 

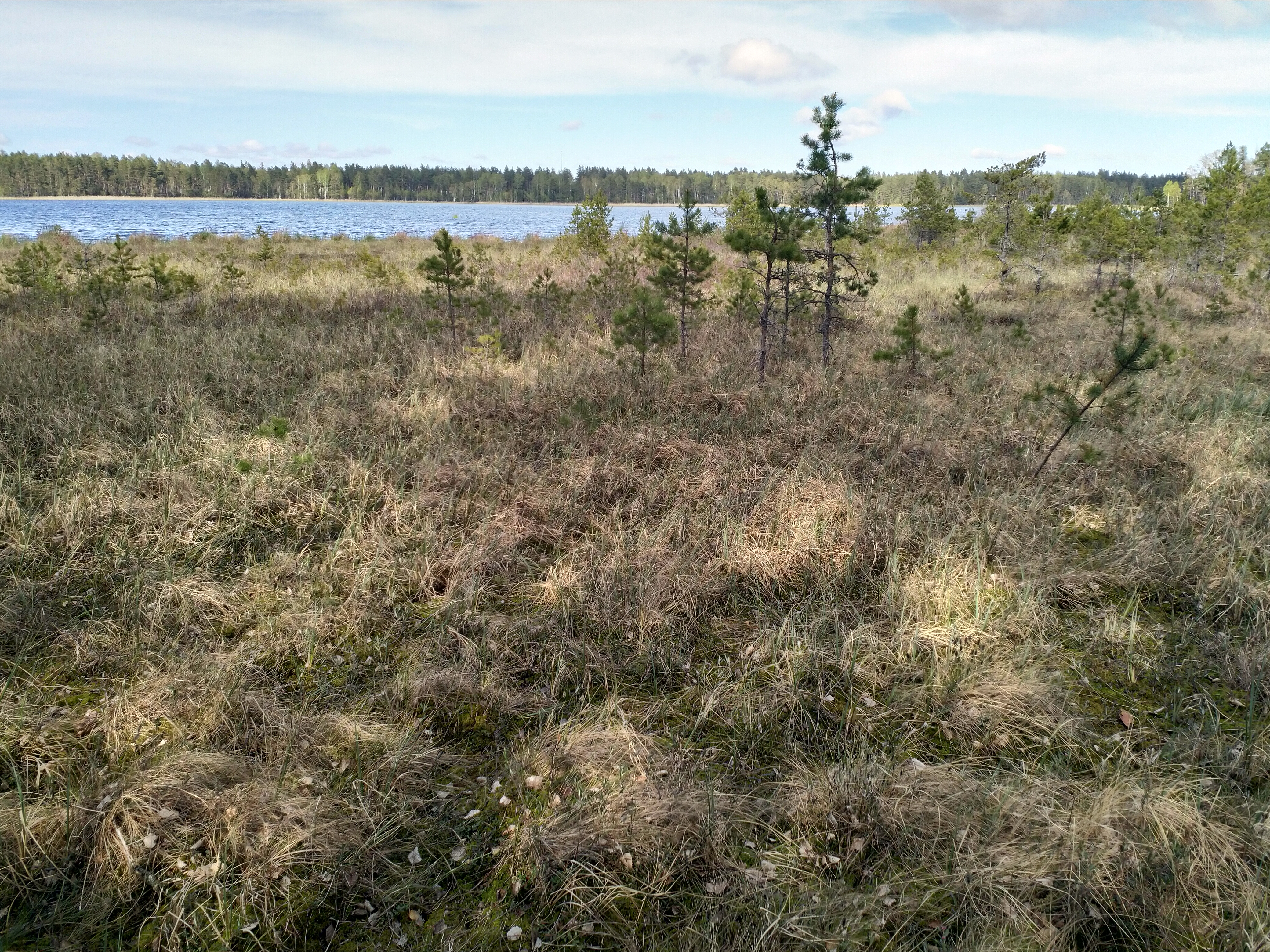
Sandöträsket

Träsket är beläget vid gränsen till Syndalen; ibland är områden avstängda p.g.a. militära övningar.